# Linha da Ericeira
A Linha da Ericeira foi um caminho de ferro de via estreita que foi planeado mas nunca construído, cuja finalidade teria sido ligar a rede ferroviária nacional à localidade de Ericeira, no concelho de Mafra, em Portugal.

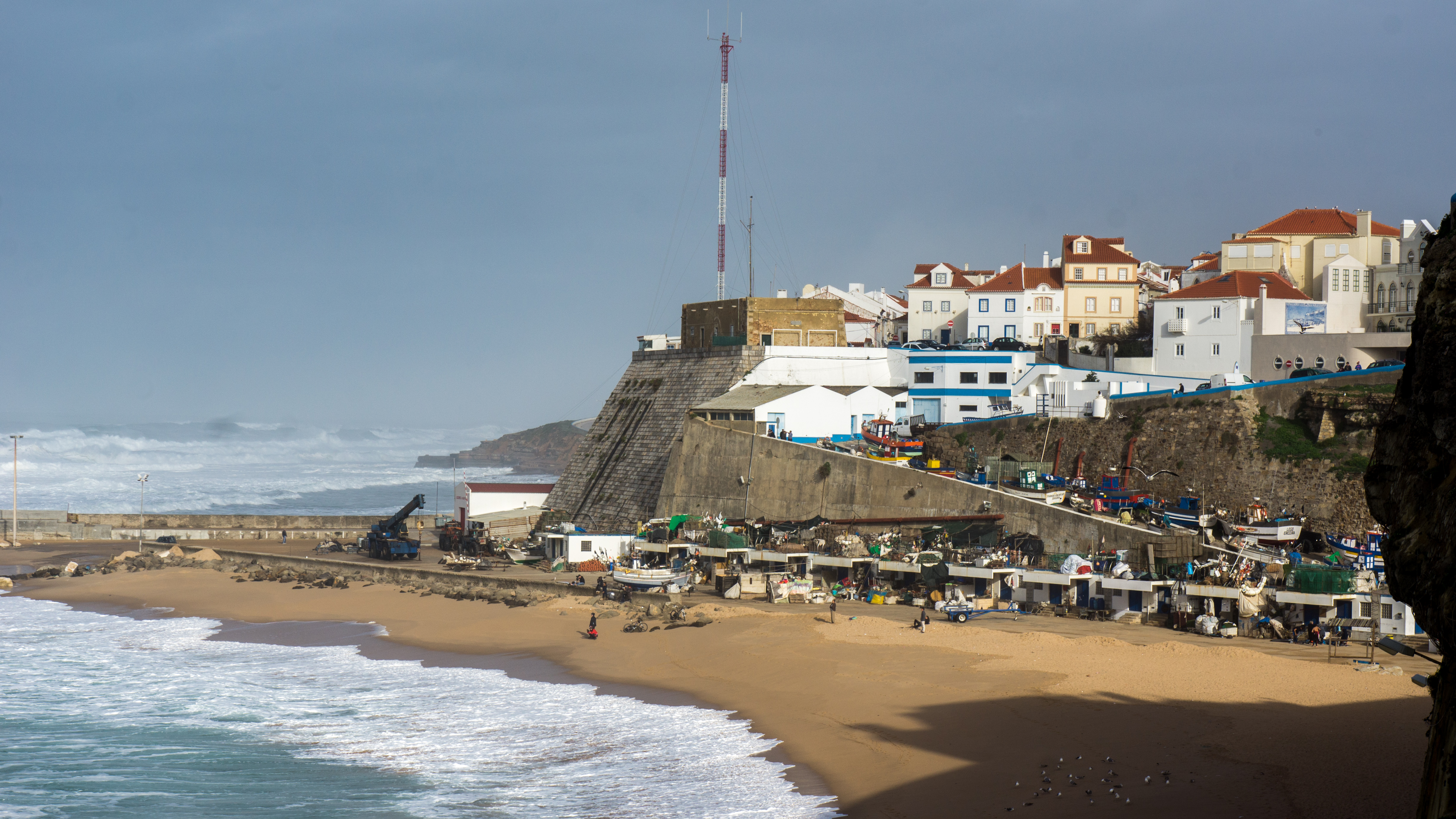
Vila da Ericeira.

## História

### Primeiros planos
Em 11 de Maio de 1889, foi pedida a concessão de um caminho de ferro no sistema americano a partir da Estação de Malveira, que seria parte do projectado Caminho de Ferro de Lisboa a Tôrres, a Mafra e à Ericeira. Em 1 de Dezembro de 1894, já tinha sido requerida a concessão para uma linha no sistema americano, com material a vapor, de Queluz - Belas à Ericeira por Mafra. Em Março do ano seguinte, este pedido já tinha sido aprovado, faltando apenas obter a carta corográfica da região atravessada pela linha e a planta das estradas onde se planeava assentar a via férrea, para depois se fazer uma reunião onde se organizaria a companhia.
Em 1899, o empresário Eurico Allen, que tinha a concessão para um caminho de ferro de via estreita denominado de Queluz-Bellas, pediu autorização para prolongar a linha até à Ericeira, servindo Talla, Molhapão, Telhal, Algueirão, Granja do Marquês, Vila Verde, Terrugem, Montelavar, São João das Lampas, Lage, Zambujal, Carvoeira e Cazalinho.
A Gazeta dos Caminhos de Ferro de 16 de Maio de 1903 noticiou que os concessionários para uma linha eléctrica entre a vila e a Estação de Mafra pediram autorização para prolongar a concessão até Ericeira e Sintra. Também a empresa dos Elétricos de Sintra chegou a pedir autorização para continuar a sua linha além da Praia das Maçãs até à Ericeira, tendo estes e outros requerimentos ficado pendentes de uma comissão que tinha sido formada para estudar as bases para as concessões de caminhos de ferro construídos sobre o leito das estradas.

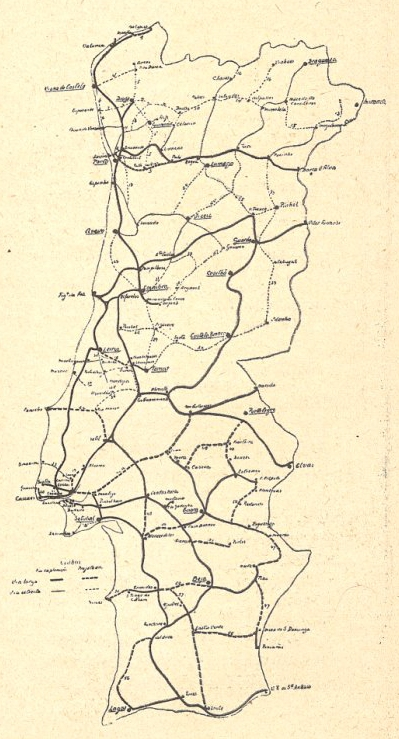
Mapa do Plano da Rede de 1930, mostrando a Linha da Ericeira a sair da também projectada Linha de Alverca, do Campo Grande a Alverca por Loures.

### Planeamento
No Plano Geral da Rede Ferroviária, publicado pelo Decreto n.º 18190, de 28 de Março de 1930, foi classificado o projecto para a Linha da Ericeira, de via estreita, de Carriche à Ericeira, passando por Loures, Lousa e Mafra.
Em princípios de 1932, as Câmaras Municipais de Loures e Mafra mostraram interesse em construir a linha, utilizando a tracção eléctrica, sendo desta forma não apenas uma via férrea, mas uma forma de transportar electricidade para diversos locais da região. Nessa altura, a linha era apontada como uma das soluções para a crise que a região atravessava, uma vez que iria empregar muitas pessoas, não só nas obras mas também durante a exploração do caminho de ferro e na produção da energia eléctrica para o seu funcionamento. Além disso, iria facilitar as comunicações, trazendo turistas à região, especialmente ao Convento de Mafra, que tinha problemas de acesso devido à falta de obras na estrada nacional, na zona de Cheleiros. Também iria melhorar as ligações com Lisboa, permitindo que os habitantes da capital visitassem locais como Loures, Venda do Pinheiro, Montachique e Freixial. Por outro lado, Loures era um dos concelhos de maior produção agrícola, fornecendo grande parte das hortaliças e legumes produzidos em Lisboa, enquanto que Mafra era um importante pólo regional, e tinha a Escola Prática de Infantaria. Em Abril desse ano, já o governo tinha dado a concessão provisória às autarquias, e estas já tinham concluído os estudos necessários, esperando então que o Ministério do Comércio e Comunicações estabelecesse no orçamento a garantia de juro respectiva para a construção. Os estudos custavam cerca de quarenta mil escudos anuais às autarquias. O projecto da linha foi da autoria dos engenheiros João Castelo Branco e Henrique Kopke, tendo as obras sido orçadas em vinte milhões de escudos, mais dez milhões para o prolongamento até Mafra, que só seria construído no segundo ano de exploração. Inicialmente, as autarquias tinham decidido contrair um empréstimo em Portugal ou no estrangeiro para financiar a construção, tendo uma casa de Londres oferecido um empréstimo de 250.000 Libras em condições muito razoáveis, e que se prontificou a terminar as obras e construções dentro de um ano. Posteriormente surgiram dois grupos financeiros que se disponibilizaram a subsidiar a instalação da linha, um português e outro alemão.
Os principais centros que teriam sido beneficiados pela linha seriam Loures, Bucelas, Mafra e Ericeira. A linha teria dois ramais, um de Loures até ao Freixial por Santo António do Tojal, Zambujal e Bucelas, e outro de Carriche a Caneças, passando por Odivelas e Montemor. Uma nota de movimento enviada ao Conselho Superior de Caminhos de Ferro e ao governo para ser aprovada indicava uma receita anual de mercadorias no mínimo de 3.500.000$00, enquanto que a de passageiros seria superior a 3.120.000$00, com um acréscimo de 120.000$00 entre Junho e Outubro, prevendo-se igualmente uma receita adicional de 740.000$00 devido à iluminação de casas particulares, partindo do princípio que fosse utilizada por 40% dos habitantes da região. As despesas seriam inferiores a 3.800.000$00, resultando assim num lucro líquido de 3.560.000$00 por ano. A linha usaria uma bitola de 900 mm, idêntica à empregue pelos Eléctricos de Lisboa. Segundo um cálculo do engenheiro Cudell Goetz, do Porto, a viagem desde a Ericeira até ao Campo Pequeno teria a duração de 40 a 60 minutos.
Previa-se que o concurso para a linha férrea seria lançado após a construção de uma central eléctrica para iluminação da vila de Mafra, da Escola Prática de Infantaria e do Depósito de Remonta e Garanhões, cujas obras estavam a decorrer em princípios de 1932.